# Sway (album)
Sway är en EP från albumet Let There Be Morning av det svenska indierockbandet The Perishers. Den gavs ut 2005.

## Låtlista
1. Sway (4.23)
2. My Heart (3.32)
3. Trouble Sleeping (4.54)
4. When I Wake Up Tomorrow (3.13)
5. All Wrong (3.38)